# Gare de Chantonnay
Gare de Chantonnay vasútállomás Franciaországban, Chantonnay településen.

## Vasútvonalak
Az állomást az alábbi vasútvonalak érintik:
- Les Sables-d'Olonne–Tours-vasútvonal
- Vouvant - Cezais – Saint-Christophe-du-Bois railway line

## Kapcsolódó állomások
A vasútállomáshoz az alábbi állomások vannak a legközelebb:
- Gare de Bournezeau (Gare des Sables-d'Olonne, Les Sables-d'Olonne–Tours-vasútvonal)
- Gare de Pouzauges (Gare de Loudun, Les Sables-d'Olonne–Tours-vasútvonal)